# Morckhoven (premetrostation)
Morckhoven is een spookstation van de Antwerpse premetro, onder het kruispunt van de Stenenbrug met de Morckhovenlei, Herentalsebaan, Te Boelaerlei en Luitenant Lippenslaan. Na decennialang ongebruikt in ruwbouwstaat te blijven, zal het station volgens planning geopend worden in het najaar 2028.
Op dit moment heeft het station geen toegangen naar straatniveau. Bij de afwerking van het station worden er twee gebouwd: een op het pleintje tussen de Luitenant Lippenslaan en de Te Boelaarlei en een langs de noordzijde van de Herentalsebaan bij het kruispunt met de Morckhovenlei. Op niveau -1 komt de stationshal die toegang geeft tot de beide perrons op -2 en de toegangen op straatniveau. Op niveau -2 komen beide 63 m lange perrons, het noordelijke richting Zegel, het zuidelijke richting de open helling op de Herentalsebaan. Na de geplande ingebruikname in het najaar 2028 moet het station bediend worden door de (opvolger van) premetrolijn 8.
De helling richting de Herentalsebaan begint reeds in de holle stationsruimte van 100 meter lang op een stalen constructie, vlak na het bestaande perron van 42 meter lang in ruwbouwstaat. Om de gewenste 63 meter perronlengte te bereiken zal het perron dus gedeeltelijk in helling komen te liggen.

## Geschiedenis
De werken aan het station begonnen in 1977, maar werden in 1979 al stilgelegd omdat men er de voorkeur aan gaf om station Collegelaan aan te leggen. De werken werden in 1981 definitief stilgelegd.
Het station was bedoeld voor tramlijn 24, die vlak na dit station boven zou komen en via de Herentalsebaan verder naar Silsburg zou rijden. Deze lijn moest volgens het Pegasusplan tot Ranst verlengd worden, maar inmiddels is in de plaats daarvan tramlijn 8 door de Reuzenpijp gestuurd en is lijn 24 gedegradeerd tot een lokale lijn (Silsburg-Havenhuis).
In maart 2013 werd de helling uitgegraven tussen dit station en de halte Muggenberg. Sinds 18 april 2015 rijdt tramlijn 8 door de Reuzenpijp, maar de perrons van station Morckhoven werden tegen ongewenst bezoek afgedekt met metalen platen.

## Huidige situatie
Als enige station aan de Reuzenpijp is Morckhoven zelfs te weinig afgewerkt om als nooduitgang te kunnen dienen. Tramlijn 8 rijdt dan ook gewoon door het station, dat vanuit de tram zelfs amper op te merken valt.
Buiten twee perrons van 42 meter lang zijn immers zowel de toegangswegen als de trappen voor de voetgangers hiernaartoe nooit gebouwd. Het station is volledig ondergronds uitgegraven en heeft uitgezonderd de tramhelling momenteel geen uitgang naar het straatniveau.

## Toekomst
In het stedelijk bestuursakkoord dat in december 2018 tussen de partijen van de nieuwe coalitie voor de periode 2019-2024 werd opgesteld, werd vermeld dat het nabijgelegen station Collegelaan in gebruik genomen zou worden. Gezien station Collegelaan over te korte perrons van slechts 36 meter beschikt die slechts met zeer zware werken verlengd kunnen worden, is nadien gekozen om in plaats daarvan Morckhoven te openen en van de nodige toegangen te voorzien.
In juli 2022 gaf de Vlaamse regering vervolgens toelating voor de aanbesteding voor afwerking van de ongebruikte premetrotunnel onder de Kerkstraat-Pothoekstraat, inclusief de twee ongebruikte stations Willibrordus en Stuivenberg. Gelijktijdig worden ook twee ongebruikte stations in de reeds operationele Reuzenpijp afgewerkt: Drink en Morckhoven. Station Collegelaan hoort hier dus niet bij. Dit project is als onderdeel van het Routeplan 2030 reeds begroot en het station Morckhoven wordt daarbij in het najaar 2028 afgewerkt.